# Canoa fantasma no Rio Tietê
Canoa fantasma no Rio Tietê, também conhecida como Canoa fantasma, é uma pintura de Nair Opromolla. Integra a coleção do Museu Paulista (número de inventário é 1-19463-0000-0000). Retrata o imaginário fantástico associado às monções, através de relatos fictícios recolhido e comentado por Ulrico Schmidel (um vajante alemão que percorreu localidades brasileiras, argentinas e paraguaias entre 1534 e 1555, e publicou, em 1567 “Relatos de la conquista del Rio de la Plata y Paraguay”), mas principalmente a partir da obra Diário de Navegação de Teotônio José Juzarte, em que o rio, no caso o Rio Tietê, aparece com o símbolo do desconhecido. Como diz neste trecho: “...nos demoramos a esperar que levantasse uma densa neblina a qual quase sempre se encontra de manhã e à noite, e enquanto não levantasse não se pode navegar, porque encobre os perigos que por este sertão se encontram..." (Relato de Juzarte in MAKINO, Miyoko e SOUZA, Jonas Soares de (org.), Diário da Navegação - Teotônio José Juzarte. São Paulo: Editora da Universidade de São Paulo, 2000. p.43)
A tela alterna cores vibrantes, na canoa e na vegetação, e representações de vulto, como a da canoa fantasma. A obra foi produzida com pintura a óleo. Suas medidas são: 29,2 centímetros de altura e 43 centímetros de largura.
A obra foi uma encomenda de Afonso Taunay, no contexto do Programa Decorativo do Museu Paulista, que aliás orientou a produção. Em carta de 1943, que inclusive foi doada ao Museu Paulista pela família da artista e que é um documento em exposição, Taunay escreveu à artista:
[...] Um outro quadro em que a Sra. Podia passar para um croquis e que seria a réplica deste: num cenário como este representar outra cena das tradições do Tietê das Monções: a do canoão misterioso espécie de nau catarineta do rio. Num estirão do rio enevoado dois canoões a distância no da frente vultos confusos de homens de costas, vestidos de branco, no de traz uma guarnição de remadores, remando todos a força e na proa um homem de pé soprando enorme buzina. Na Sala das Monções do Museu a Snra. Encontrará todos os documentos necessários à composição do croquis. [...]
Afonso d.E. Taunay
Rio de Janeiro 27/VIII/1943
Uma influência principal da obra foi Partida da Monção, de Almeida Júnior, em especial pela presença de bruma -- uma sugestão de Taunay a Opromolla.

## Ligação externa
- Ficha do quadro em Google Arts & Culture